# Marcella Gorra
Marcella Gorra (née à Mantoue en 1907 et morte à Venise en 26 janvier 1998) est une écrivaine, professeur et spécialiste en littérature italienne.

## Biographie
Celui qui étudie Ippolito Nievo rencontre nécessairement Marcella Gorra  - élève, chez l'Université de Milan, de Giuseppe Antonio Borgese -, puisque cette professeur vénitienne a recueilli et publié l'imposant livre Lettere d'Ippolito Nievo - composé de 507 lettres, la plupart inédites, écrites à des amis, à des familles, à des éditeurs, à des écrivains et à des connaissances - et par Marcella Gorra recueillies, dans des dizaines d'archives publiques et privées, et puis transcrites et annotées. Le volume Lettere contient aussi 225 lettres, presque toutes inédites que Nievo écrivit quand il était dans l'Intendenza de Giuseppe Garibaldi en Sicilie, de mai 1860 à février 1961. Engagée dans son imposant travail de femme d'étude, Marcella Gorra a vécu en solitude et on a peu d'informations sur sa vie.

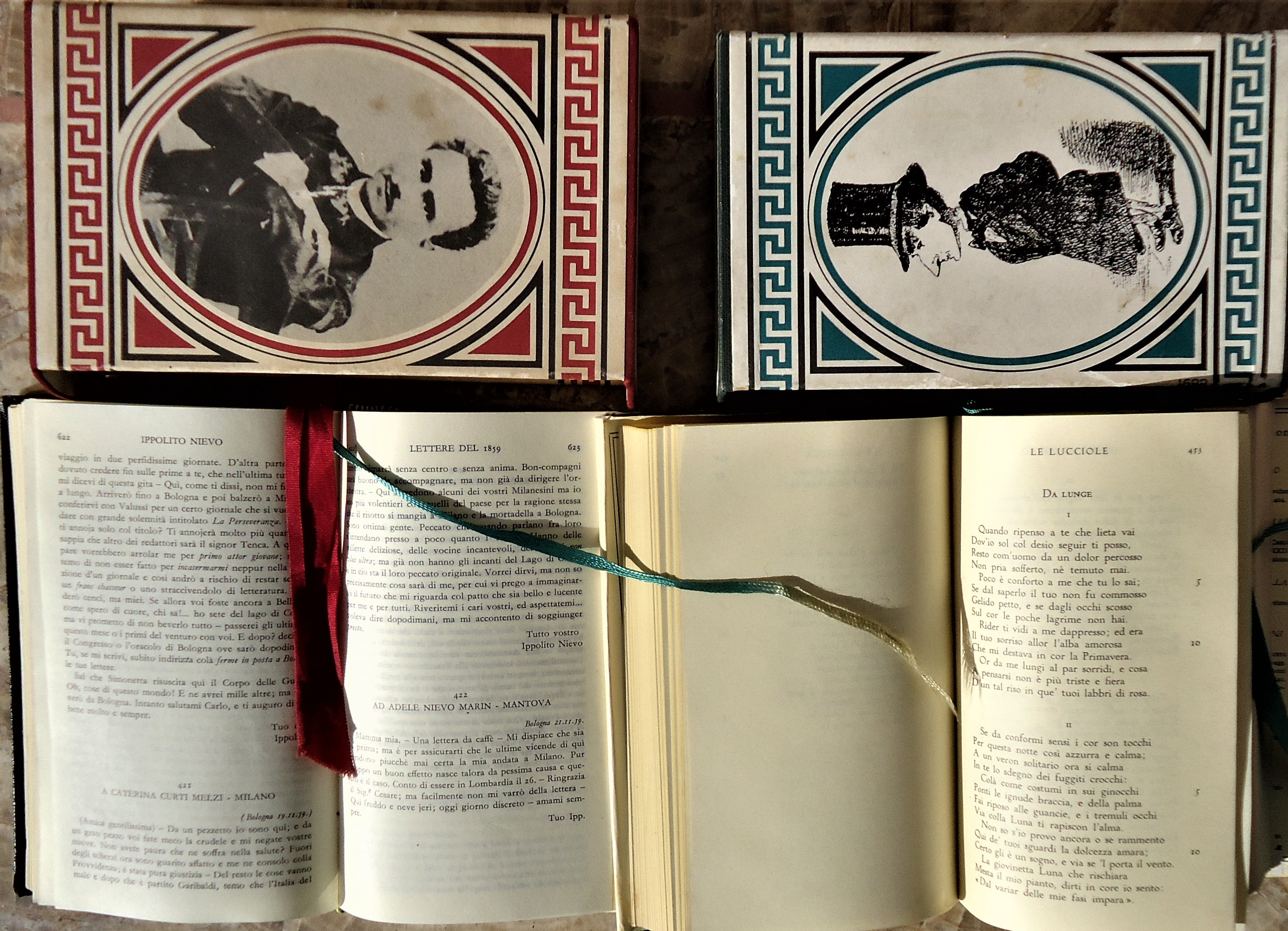
Ippolito Nievo, Poesie et Lettere, curatelle de Marcella Gorra

Elle a commencé comme poète, en publiant en 1935 Voler bene. Ella a aussi édités des traductions de Georges Barbarin, de Stefan Zweig et de Reinhold Conrad Muschler (en) (Die Unbekannte, en français L'Inconnue). Ensuite elle a publié des études sur Alessandro Manzoni et sur Paul Claudel. Ses premiers livres sur Ippolito Nievo datent de 1964.
Marcella Gorra écrivait dans Annuario Istituto magistrale Niccolò Tommaseo, la publication de l'école où elle enseignait littérature italienne et histoire, comme il ressort de Annuario del Ministero dell'Educazione Nazionale, 1940, où elle est citée à la p. 680 comme Marcella Cecconi Gorra, parce qu'elle avait épousé le professeur Cecconi, preside d'une école moyenne de Venise, avec lequel elle a eu une fille, Giovanna Cecconi (1943-1973) qui a été professeur de littérature italienne dans un lycée de Venise.
En 1946 elle a collaboré à Questo Mondo - Settimanale di politica cultura e varietà, édité à Venise, qui s'est rangé en faveur de la République italienne.
Le rôle joué par Marcella Cecconi Gorra dans le domaine social est presque inconnu: elle a adhéré à l'UDI (Union Femmes Italiennes-Unione Donne Italiane) et participer au syndicat.
Elle est citée dans Bulletin of the American Association of Teachers of Italian, 1966, pour son livre Il primo De Marchi fra storia, cronaca e poesia, (1963). Marcella Gorra a enseigné littérature à l'Institut universitaire vénitien.
L'éditeur Mondadori confia à Marcella Gorra la tâche de publier toutes les œuvres d'Ippolito Nievo. Le projet s'articulait en 6 livres, dans la série I Meridiani. Marcella Gorra publiera le premier volume (Poesie) et le sixième (Lettere); les quatre autres volumes étaient restés incomplets à sa mort. En 1994 Études sur la poésie populaire et civile surtout en Italie (Studi sulla poesia popolare e civile massimamente in Italia) et Révolution politique et révolution nationale; Venise et la liberté de l'Italie (Rivoluzione politica e rivoluzione nazionale ; Venezia e la libertà d'Italia) ont été édités par l'Istituto editoriale veneto friulano.

## Œuvres

### Livres
- (it) Voler bene, Milan, La Prora, 1935. (Poésies)
- (it) Fine del caso Claudel, Milan, Sperling & Kupfer, 1936.
- (it) Mito e realtà del Manzoni, Milan, Gentile, 1945.
- (it) Manzoni, Palerme, Palumbo, 1959. (Œuvre publiée en plusieurs éditions)
- (it) Il primo De Marchi fra storia, cronaca e poesia, Florence, La nuova Italia, 1963.
- (it) Manzoni : un discorso che continua, Milan, Ceschina, 1964.
- (it) Introduzione alle Poesie di Ippolito Nievo, Verone, Mondadori, 1968.
- (it) Nievo tra noi, Florence, La nuova Italia, 1970.
- (it) E ti scordi del cognome : poema, Venise; Padoue, Marsilio, 1975. (Poésies)
- (it) Nievo e Venezia, Venise, Comune di Venezia, 1981. (Œuvre publiée en plusieurs éditions)
- (it) Ritratto di Nievo, Scandicci, La Nuova Italia, 1991 (ISBN 88-221-0937-6)[10].

### Curatelles
- (it) Postille alla Storia romana di Rollin e Crevier / Manzoni, Venise, Miuccio, 1945.
- (it) Umberto Fracchia, Il sonatore di tamburo e altri racconti, Milan, Edizioni scolastiche Mondadori, 1952.
- (it) Benvenuto Cellini, La vita, Turin, Einaudi, 1954.
- (it) Ippolito Nievo, Le confessioni di un italiano, a cura di Marcella Cecconi Gorra, Florence, La Nuova Italia, 1964. (Œuvre publiée en plusieurs éditions)
- (it) Ippolito Nievo, Tutte le opere di Ippolito Nievo. 1: Poesie, Milan, Mondadori, 1970[11].
- (it) Ippolito Nievo, Le confessioni d'un italiano, Milan, Mondadori, 1981. (Œuvre publiée en plusieurs éditions jusqu'au 2011)
- (it) Ippolito Nievo, Tutte le opere di Ippolito Nievo. 6: Lettere, Milan, Mondadori, 1981.
- (it) Ippolito Nievo, Due scritti politici : introduzione, testo e commento, Padoue, Liviana, 1988 (ISBN 88-7675-506-3).
- (it) Ippolito Nievo, Studi sulla poesia popolare e civile massimamente in Italia, Udine, Istituto editoriale veneto friulano, 1994 (ISBN 88-86338-01-5).
- (it) Ippolito Nievo, Rivoluzione politica e rivoluzione nazionale ; Venezia e la libertà d'Italia, Udine, Istituto editoriale veneto friulano, 1994

### Œuvres en collaboration
- (it) « Il romanticismo e la scelta positiva del Nievo », Il Romanticismo : atti del sesto congresso dell'associazione internazionale per gli studi di lingua e letteratura italiana Budapest e Venezia, 10-17 ottobre 1967, Budapest, Akademiai Kiado,‎ 1968, p. 316-633.
- (it) « Manzoni e Nievo », Manzoni, Venezia e il Veneto, Florence, Olschki,‎ 1976, p. 149-160.

### Traductions
- (it) Georges Barbarin, La dolce morte : Conoscere per non temere, Milan, Sperling e Kupfer, 1935.
- (it) Stefan Zweig, Momenti eccelsi : cinque miniature storiche ; La resurrezione di Handel / Stefan Zweig ; traduzione [di Momenti eccelsi : cinque miniature storiche] di B. Burgio Harens ; traduzione [di La resurrezione di Handel] di Marcella Gorra, Milan, Sperling e Kupfer, 1935.
- (it) Reinhold Conrad Muschler, La sconosciuta ; Ritorno al sangue, Milan, Sperling e Kupfer, 1935. (Œuvre publiée en plusieurs éditions)

### Articles
- (it) « Il tremendo amore di Ermengarda », La nuova Italia, Florence, La nuova Italia, nos 7-8,‎ 1935.
- (it) « A chi appartengono i nostri figli », La Donna Italiana - quindicinale regionale veneto,‎ 14-28 fevrier 1946.
- (it) « Conobbe, il Manzoni, il teatro di F. Della Valle? », Belfagor : rassegna di varia umanità, Florence, Leo S. Olschki, no 1,‎ 1956.
- (it) « I cani della marchesa di Roccaverdina », Il Ponte, Florence, La Nuova Italia, no 2,‎ 1961, p. 216-222.
- (it) « Nieviana. 1, Nievo e la censura. Nieviana. 2, Ancora de Gli amori e di altri testi nieviani », Giornale storico della letteratura italiana, Turin, Loescher, vol. 139, no 428,‎ 1962, p. 546-559.
- (it) « La donna nel Nievo : ideologia e poesia », Belfagor : rassegna di varia umanità, Florence, Leo S. Olschki,‎ 1963, p. 269-285.
- (it) « Nieviana. 3, Prime stampe nieviane del Fuggilozio », Giornale storico della letteratura italiana, Turin, Loescher, vol. 140,‎ 1963, p. 229-233.
- (it) « Due momenti nella difesa portiana del dialetto : nota presentata dal m. e. A. Pompeati, nell'adun. ord. dell'8 gennaio 1956 », Atti dell'Istituto veneto di scienze, lettere ed arti. Classe di scienze morali e lettere, Venise, dell'Istituto veneto di scienze, lettere ed arti, vol. 114,‎ 1963, p. 176-193.
- (it) « Estraneità di Cardarelli », Il Ponte, Florence, La Nuova Italia, no 6,‎ 1964, p. 848-849.
- (it) « Nota sui forestierismi nel primo De Marchi », Lingua nostra, Florence, Sansoni, vol. 25, no 4,‎ 1964, p. 106-111.
- (it) « Nieviana. 4, In tema di pseudonimi nieviani. Nieviana. 5, Il dramma del Nievo su Galileo », Giornale storico della letteratura italiana, Turin, Loescher, vol. 141,‎ 1964, p. 394-407.
- (it) « Variazioni nieviane sul tema portiano del "biscottinismo" », Belfagor : rassegna di varia umanità, Florence, Leo S. Olschki, no 3,‎ 1966, p. 324-335.
- (it) « Nievo a Venezia », Ateneo Veneto : rivista bimestrale di scienze, lettere ed arti, Venise, Ateneo Veneto, nos 1-2,‎ janvier-décembre 1967.
- (it) « Nota su due temi-tesi della critica al Nievo », Critica e storia letteraria, Padoue, Liviana,‎ 1970, p. 742-748.
- (it) « Il diavolo nella biblioteca di Nievo, ossia Le Sage e De Vigny », Belfagor : rassegna di varia umanità, Florence, Leo S. Olschki, no 5,‎ septembre 1985, p. 576-588.

## Galerie

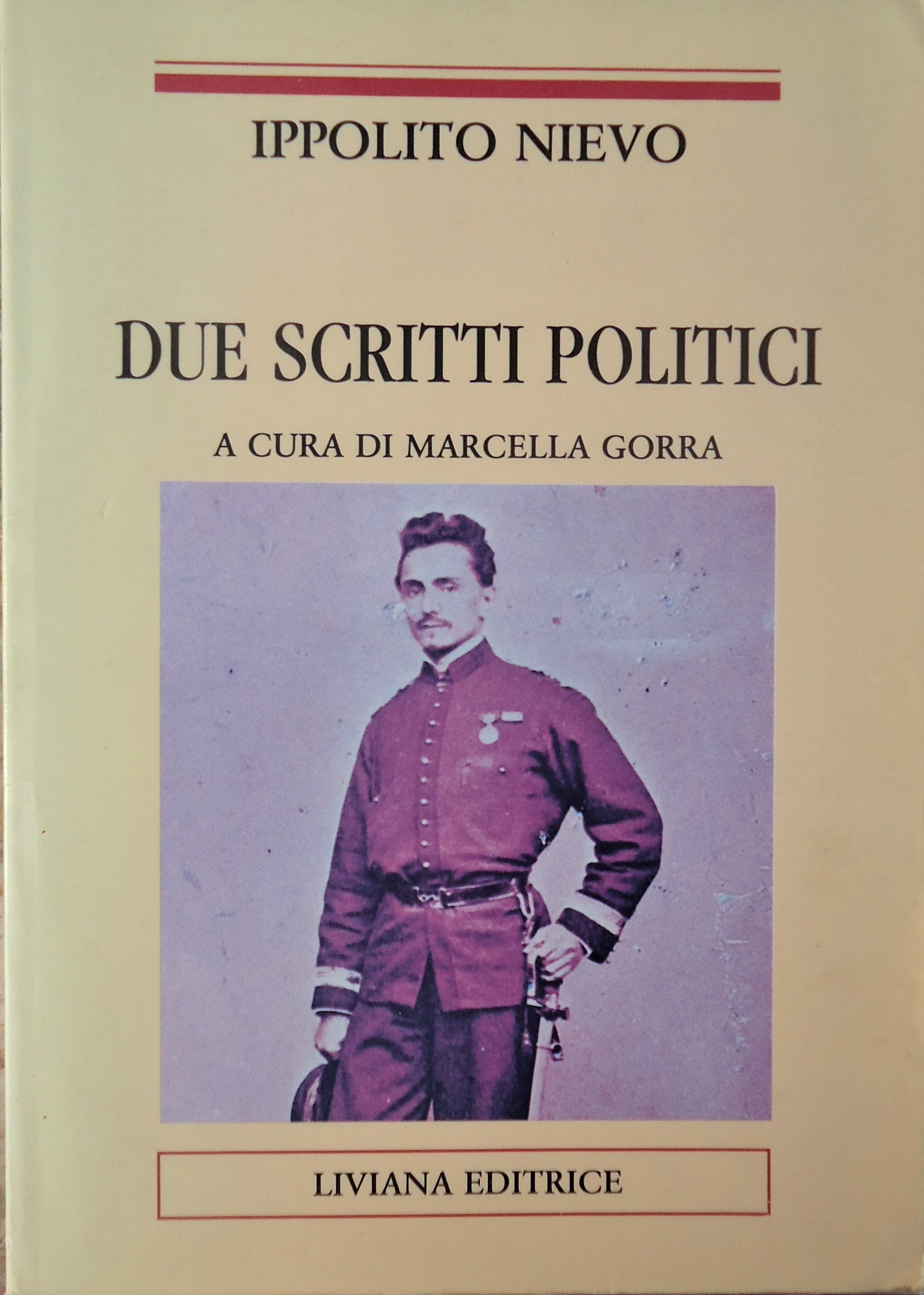
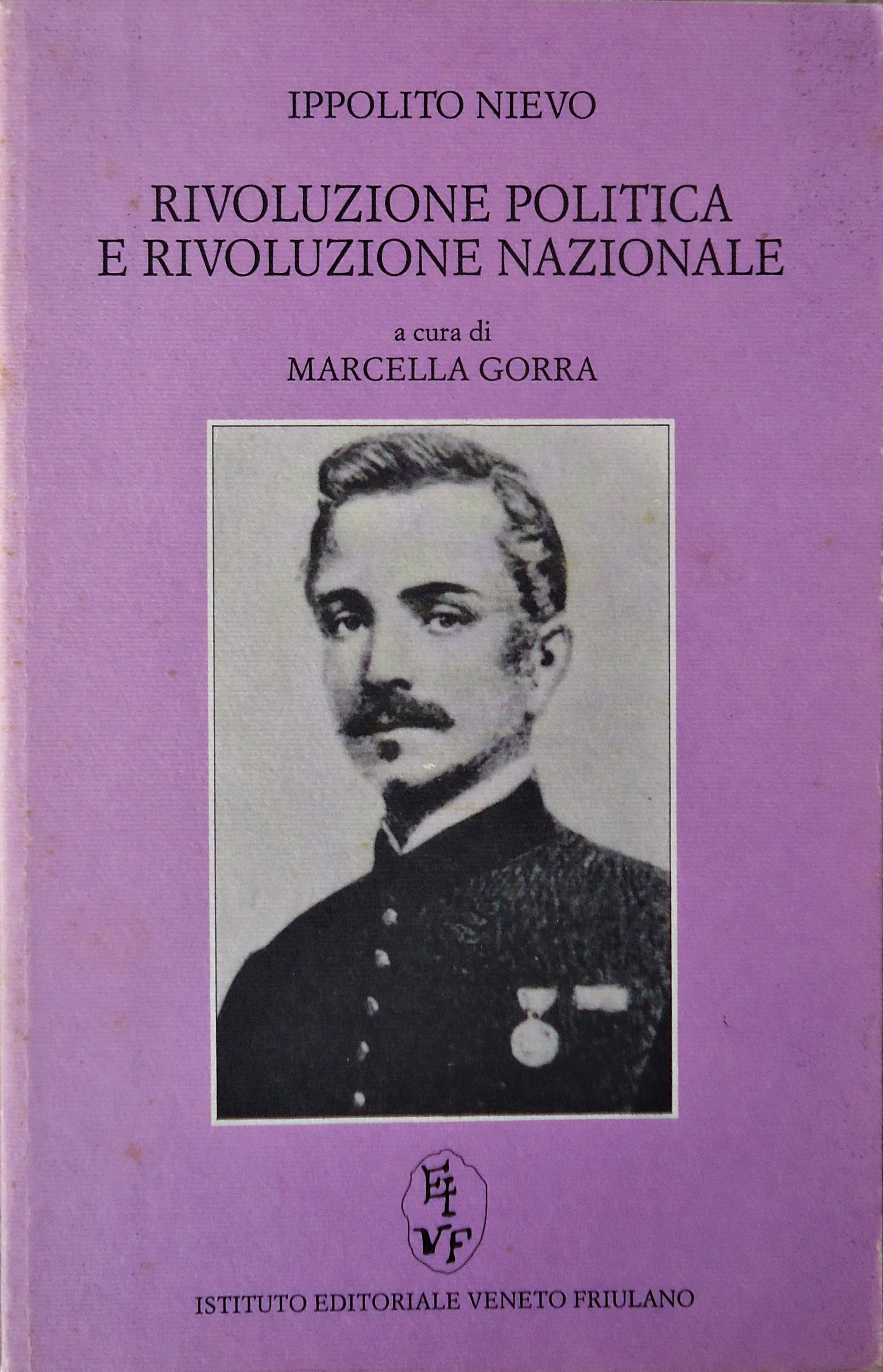
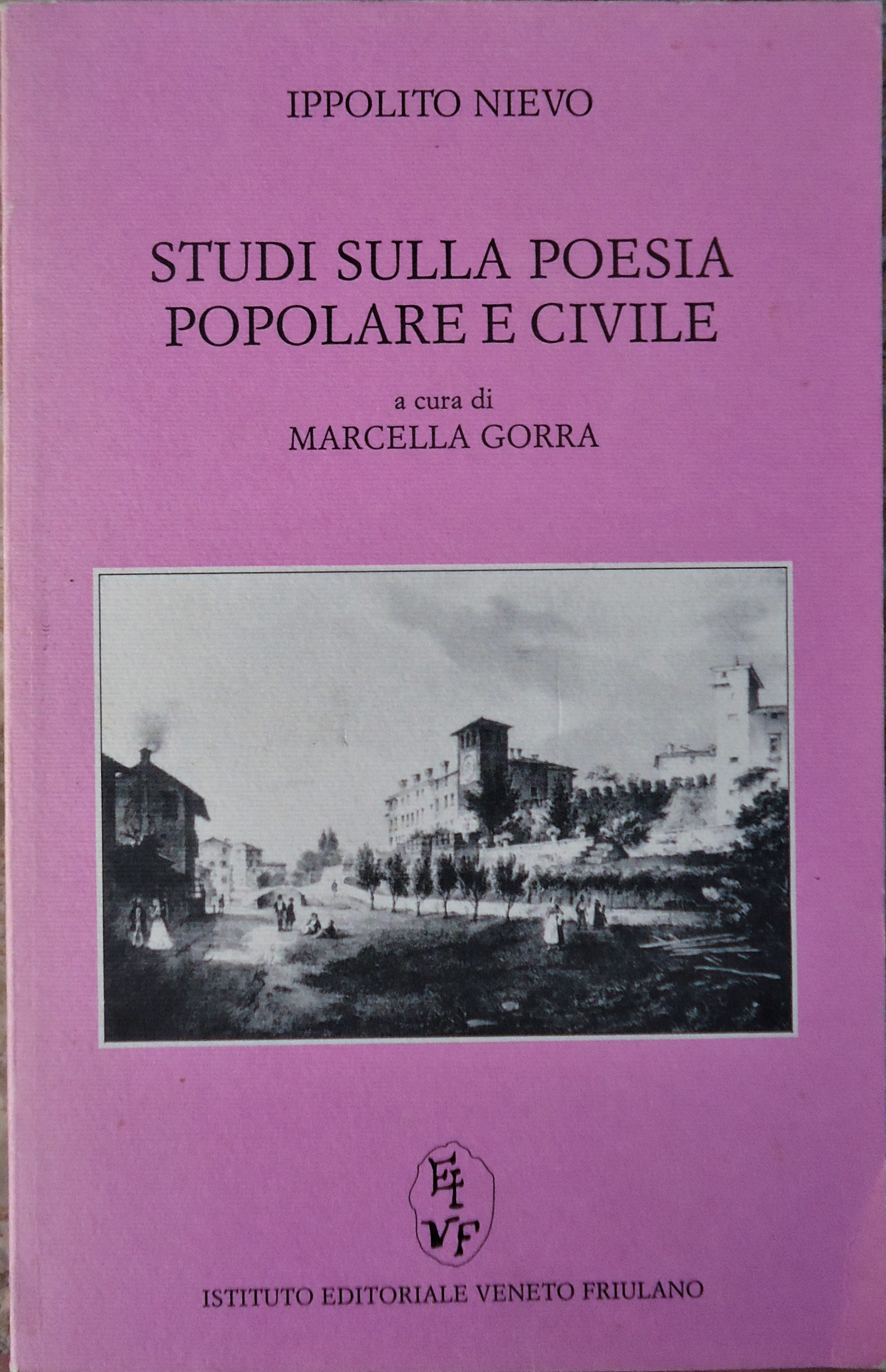